# Gare de Volmerange-les-Mines
La gare de Volmerange-les-Mines est une gare ferroviaire française terminus de la ligne luxembourgeoise 6b (Bettembourg – Volmerange-les-Mines), située sur le territoire de la commune de Volmerange-les-Mines dans le département de Moselle en région Grand Est. 
Bien que située en France, cette gare n'est pas reliée au réseau ferré national français mais uniquement au réseau ferroviaire du Luxembourg. Elle est gérée et exploitée par la Société nationale des chemins de fer luxembourgeois (CFL).

## Situation ferroviaire
Établie à 303 mètres d'altitude, la gare de Volmerange-les-Mines constitue l'aboutissement, au point kilométrique (PK) 7.000, de la ligne 6b de Bettembourg à Volmerange-les-Mines via Dudelange-Usines (la gare précédente est Dudelange-Usines au Luxembourg).

## Histoire
Le 10 avril 2001, les représentants du Luxembourg et de la région Lorraine signent un protocole pour améliorer et développer les échanges transfrontaliers en transport en commun, notamment ferroviaire. Parmi les divers projets, il est prévu de prolonger la ligne 6b, Bettembourg – Dudelange-Usines jusqu'à la frontière et Volmerange-les-Mines. 
Les travaux débutés en 2003, comprennent notamment le prolongement de la voie ferrée par un tronçon de 850 mètres électrifié et la création d'un quai, avec abri, d'une longueur de 150 mètres. L'État luxembourgeois finance les infrastructures ferroviaires pour un coût de 6 050 000 €, qui comprend également les nouveaux aménagements de la gare de Dudelange-Usines, et la région Lorraine prend à sa charge le mobilier pour 120 000 €. Le parking est partiellement financé par le fonds FEDER de l'Union européenne.
Après l'inauguration du 10 décembre, la mise en service a lieu le 15 décembre 2003.
Exploitée par la seule Société nationale des chemins de fer luxembourgeois, elle bénéficie depuis 2020, bien qu'étant en territoire français, de la gratuité de la seconde classe des trains luxembourgeois au départ et à destination de cette gare.

## Service des voyageurs

### Accueil
Halte CFL, elle dispose d'un abri et d'un automate pour l'achat de titres de transport.

### Desserte
Volmerange-les-Mines est desservie par des trains Regionalbunn (RB) de la relation Bettembourg - Volmerange-les-Mines,.

### Intermodalité
Un parc pour les vélos (7 places) et un parking pour les véhicules (148 places) y sont aménagés. La gare est desservie à distance, à l'arrêt Douane, par la ligne S10 du réseau Citéline et par la ligne 507 du Régime général des transports routiers luxembourgeois.